# Campionati del mondo di ciclismo su pista 2022 - 500 metri a cronometro
La gara dei 500 metri a cronometro ai Campionati del mondo di ciclismo su pista del 2022 si è svolta il 15 ottobre 2022. Vi hanno partecipato in totale 25 atlete da 15 nazioni.

## Podio
| Pos.    | Atleta                   | Nazione  |
| ------- | ------------------------ | -------- |
| Oro     | Taky Marie-Divine Kouamé | Francia  |
| Argento | Emma Hinze               | Germania |
| Bronzo  | Guo Yufang               | Cina     |

## Risultati

### Qualificazioni[3]
Le prime otto classificate per tempo accedono alla finale.
| Posizione | Atleta                       | Nazione       | Tempo  | Gap    | Note |
| --------- | ---------------------------- | ------------- | ------ | ------ | ---- |
| 1         | Emma Hinze                   | Germania      | 32.968 |        | Q    |
| 2         | Taky Marie-Divine Kouamé     | Francia       | 33.159 | +0.191 | Q    |
| 3         | Kristina Clonan              | Australia     | 33.178 | +0.210 | Q    |
| 4         | Hetty van de Wouw            | Paesi Bassi   | 33.183 | +0.215 | Q    |
| 5         | Martha Bayona                | Colombia      | 33.235 | +0.267 | Q    |
| 6         | Kelsey Mitchell              | Canada        | 33.268 | +0.300 | Q    |
| 7         | Guo Yufang                   | Cina          | 33.295 | +0.327 | Q    |
| 8         | Kyra Lamberink               | Paesi Bassi   | 33.313 | +0.345 | Q    |
| 9         | Lea Friedrich                | Germania      | 33.320 | +0.352 |      |
| 10        | Pauline Grabosch             | Germania      | 33.378 | +0.410 |      |
| 11        | Emma Finucane                | Gran Bretagna | 33.659 | +0.691 |      |
| 12        | Lauren Bell                  | Gran Bretagna | 33.915 | +0.947 |      |
| 13        | Marlena Karwacka             | Polonia       | 33.955 | +0.987 |      |
| 14        | Urszula Łoś                  | Polonia       | 33.957 | +0.989 |      |
| 15        | Alessa-Catriona Pröpster     | Germania      | 34.015 | +1.047 |      |
| 16        | Julie Michaux                | Francia       | 34.089 | +1.121 |      |
| 17        | Miriam Vece                  | Italia        | 34.301 | +1.333 |      |
| 18        | Veronika Jaborníková         | Rep. Ceca     | 34.382 | +1.414 |      |
| 19        | Sarah Orban                  | Canada        | 34.499 | +1.531 |      |
| 20        | Helena Casas                 | Spagna        | 34.554 | +1.586 |      |
| 21        | Orla Walsh                   | Irlanda       | 34.765 | +1.797 |      |
| 22        | Anis Amira Rosidi            | Malaysia      | 35.349 | +2.381 |      |
| 23        | Nurul Izzah Izzati Mohd Asri | Malaysia      | 35.513 | +2.545 |      |
| 24        | Nurul Aliana Syafika Azizan  | Malaysia      | 36.936 | +3.968 |      |
| 25        | Tombrapa Grikpa              | Nigeria       | 40.219 | +7.251 |      |

### Finale[4]
| Posizione | Atleta                   | Nazione     | Tempo  | Gap    | Note |
| --------- | ------------------------ | ----------- | ------ | ------ | ---- |
| 1         | Taky Marie-Divine Kouamé | Francia     | 32.835 |        |      |
| 2         | Emma Hinze               | Germania    | 33.051 | +0.216 |      |
| 3         | Guo Yufang               | Cina        | 33.214 | +0.379 |      |
| 4         | Hetty van de Wouw        | Paesi Bassi | 33.243 | +0.408 |      |
| 5         | Kristina Clonan          | Australia   | 33.295 | +0.460 |      |
| 6         | Martha Bayona            | Colombia    | 33.347 | +0.512 |      |
| 7         | Kelsey Mitchell          | Canada      | 33.359 | +0.524 |      |
| 8         | Kyra Lamberink           | Paesi Bassi | 33.703 | +0.868 |      |